# 帕巴拉·甲娃甲措
帕巴拉·甲娃甲措（藏語：རྒྱལ་བ་རྒྱ་མཚོ，威利转写：rgyal ba rgya mtsho；1644年—1713年）藏族，昌都谷窝琼普（今西藏昌都市卡若区日通乡）人，第五世（不计追认）帕巴拉活佛。

## 生平
藏历木猴年（1644年）， 生于昌都谷窝琼普附近的德恰巴都地方。2岁时，被迎请至强巴林寺举办坐床典礼。1651年，赴拉萨为甘丹寺发放布施，固始汗在热喀香卡迎接了他，并互献哈达。1652年，他出任强巴林寺第十九任法台。
1673年，三藩之乱发生，战事蔓延至云南与西藏交界地区。1674年，清朝康熙帝要求五世达赖派兵协助平定三藩之乱，五世达赖遂派达连洪台吉率蒙古、西藏官兵赴云南。当时驻在昌都且势力日增的本康珠误认为这批官兵要消灭他的势力，遂率军躲避。洪台吉由于想趁机削弱本康珠的势力，乃乘势追击，企图在芒康的宗西地区发动进攻。甲娃甲措闻讯后，亲自前去调解，终于使双方和解休兵。
1698年后，固始汗的小儿子扎西巴都台吉派人到昌都，迎请甲娃甲措赴青海传经，但甲娃甲措以年高事繁为由再次谢绝。
藏历水蛇年（1713年），甲娃甲措圆寂，享年70岁。